# Rook
Rook – horror autorstwa Grahama Mastertona z 1997 roku, pierwsza część cyklu Rook.

## Fabuła
Jim Rook, nauczyciel angielskiego i przedmiotów specjalnych w West Grove Comunity College w Los Angeles jest obdarzony niezwykłym darem – potrafi widzieć duchy i komunikować się z nimi. W pierwszej części cyklu musi zmierzyć się z szalonym mordercą i kapłanem voodoo, Umberem Jonesem. Jones zmusza Jima by stał się jego emisariuszem. Inaczej będzie mordował jego uczniów. Jim razem ze swoimi uczniami próbuje powstrzymać szaleńca.